# Тугузбаєва Факія Хадиївна
Фахія Хадиївна Тугузбаєва (1 січня 1950 року — 20 березня 2021) — Народний поет Республіки Башкортостан, лауреатка Державної премії Республіки Башкортостан імені Салавата Юлаєва (1995), заслужений працівник культури РБ (1992) і Росії (2000), відмінник освіти РБ. Член Спілки письменників Республіки Башкортостан та Російської Федерації.

## Біографія
Тугузбаєва Фахія Хадиївна народилася 1 січня 1950 року в селі Малі Канли Буздяцького району Башкирської АРСР.
У 1972 році закінчила філологічний факультет Башкирського державного університету. Після закінчення інституту працювала літературним співробітником газети «Башкортостан пионеры».
У 1979—1989 роках працювала в журналі «Піонер».
У 1990—2010 рр. була головним редактором журналу «Акбузат».

## Творчість
Писати вірші почала в 70-ті роки XX століття.
Перша книга віршів і поем «Макове полум'я» («Мәк ялкыны», 1980). Автор книг «Зіниця ока» («Күҙ ҡараһы», 1984), «Відкриваю зірки» («Йондоҙҙар асам», 1987), «Мелодія годинника» («Сәғәт моңо», 1991), «Благословляю тебе» («Фатихамды бирәм һиңә», 1995).
У 1989 році видано збірку віршів «Хліб та сіль». Твори Тугузбаєвої пройняті ідеєю духовного відродження башкирського народу.
Поеми «Покаяння» («Тәүбә»), «Дзвін» («Ҡыңғырау»; присвячені поетові, борцю за свободу башкирського народу Шайхзаді Бабичу), «Судний день» («Хөкөм көнө») піднімають гострі питання сучасності.
Авторка оповідань і казок для дітей «Зошит у клітинку» («Шаҡмаҡлы дәфтәр», 1981), «Нове плаття» («Яңы кулдәк», 1983), збірка поезій «Квіти на галявині» («Ялан сәскәләре», 1995).

## Нагороди та премії
Літературна премія імені Р. Гаріпова.
Державна премія Республіки Башкортостан імені Салавата Юлаєва (1995) за книгу віршів і поем «Даю тобі благословення» (1994)
Звання «Народний поет Республіки Башкортостан» (2014)